# あな金
『あな金』（あなきん）は、2005年10月7日から2006年3月31日まで関西テレビで放送された関西ローカルの情報バラエティ番組。

## 概要
この番組以前に同局で放送されていた週4日間の帯番組『おチャの「ま」』の後継番組。同番組からの継続出演者である関純子と岡安譲にお笑いコンビの$10を加えたメンバー構成だったが、本番組へのリニューアルによって週に1回の放送へと縮小した。放送時間は毎週金曜日 15:03 - 15:29。番組スタートから3か月間は15:59 - 16:26に放送されていたが、2005年12月末に『2時ワクッ!』が終了したのに伴う関西テレビ平日午後枠の改編により、2006年1月13日に現在の放送時間へ移動した。
番組は主に、ファッション・グルメ・レジャー等の主婦層をターゲットにした情報を取り扱い、関西でしか扱わないような情報の「穴」を紹介した。

## 出演者
- 関純子（関西テレビアナウンサー）
- 岡安譲（関西テレビアナウンサー）
- 浜本広晃（$10）
- 白川悟実（$10）

## スタッフ
- プロデューサー：稲田聖子
- 構成：萩原芳樹
- 制作協力：メディアプルポ、Dott office
- 制作・著作：関西テレビ

## 主な企画
- ウルトラセレブ
- あなあなグルメ
- あななぞ
- ようおこし - ゲストとのトークコーナー。
- おやじウォッチング
- 8チャンNEWS - 関西テレビの番組とイベントの案内。
- おつうはん - 関西テレビハッズによるテレビショッピング。
- 週末格安旅行情報 - 関西各地の格安旅行コースを紹介。
- ほか